# Dzu Džja
Dzu Džja (kitajsko 祖甲) ali Di Džja (kitajsko 帝甲), z osebnim imenom Dzi Dzaj (kitajsko 子載), je bil 25. ali 26. kralj kitajske dinastije Šang. 

## Zapisi
Dzu Džjajeva prestolnica je bil Jin. 
V dvanajstem letu svojega vladanja je poslal svojo vojsko proti Širongom na zahod Kitajske. 
V trinajstem letu vladanja so Širongi po porazu k njemu poslali svoje odposlance. Še isto leto je ukazal svojemu vazalu Fenu (邠), naj v  Ganu (绀) ustanovi vojsko. 
V štiriindvajsetem letu vladanja je ponovno uvedel kazni, ki jih je uporabil kralj Čeng Tang za zatiranje upora. 
V sedemindvajsetem letu vladanja je imenoval svoja sinova dvojčka za princa Dzi Šjaa (子嚣) in Dzi Langa (子良). 
Orakeljske kosti iz njegovega obdobja kažejo, da so se navade spremenile. Svojo vlado je poskušal organizirati bolj racionalno, tako da je prenehal žrtvovati svojim mitskim prednikom, goram in rekam in povečal žrtvovanje svojim zgodovinskim prednikom, kot je bil na primer Vu Ding.

## Sklica
1. ↑  Mizoguchi, K.; Uchida, J. (2018). »The Anyang Xibeigang Shang royal tombs revisited: A social archaeological approach«. Antiquity. 92 (363): 709–723. doi:10.15184/aqy.2018.19. hdl:2324/2244064.
2. ↑  Felipe Fernandez-Armesto. The World: A History. Upper Saddle River, New Jersey: 2007. str. 84.

| Dzu Džja Dinastija Šang |                                        |                    |
| Predhodnik: Dzu Geng    | Kralj Kitajske 13. stoletje pr. n. št. | Naslednik: Lin Šin |